# Freekeh
Le freekeh, appelé aussi frikeh, frik ou farik, est un aliment élaboré à partir d'une variété de blé dur vert (Triticum turgidum subsp. durum). La céréale est cueillie avant maturité et débarrassée du son qui l'enveloppe par torréfaction à feu ouvert.

## Fabrication
Le blé est récolté alors que les grains sont encore verts et les graines encore tendres. Il est ensuite empilé et séché au soleil. Les tas sont enflammés de manière à brûler les glumes, glumelles et arêtes et à précuire les graines.
Le blé grillé est ensuite battu, nettoyé et séché au soleil pour obtenir un goût, une texture et une couleur uniformes. Ce processus de battage ou de frottement des grains donne son nom à l'aliment, farīk (ou « frotté »). Les grains sont enfin concassés en petits morceaux qui ressemblent au boulghour vert.

## Utilisation
Le freekeh est utilisé dans la cuisine des pays du Moyen-Orient et de l'Afrique du Nord, notamment dans la cuisine syrienne, égyptienne, tunisienne, algérienne et turque.
C'est l'ingrédient principal de la chorba frik, une soupe algérienne traditionnelle.

## Aspects nutritionnels
Le freekeh a des valeurs alimentaires comparable aux autres céréales de blé dur. Son intérêt principal réside dans sa richesse en glucide à index glycémique bas et sa teneur en éléments minéraux.
Valeurs moyennes pour 100 g de freekeh cuit et non salé.
| Lipides | Protéines | Glucides | Énergie | Sel (chlorure de sodium) |
| ------- | --------- | -------- | ------- | ------------------------ |
| 0,48 g  | 2,19 g    | 14 g     | 100 kJ  | 0,005 g                  |